# Монту Бекарија
Монту Бекарија (итал. Montù Beccaria) је насеље у Италији у округу Павија, региону Ломбардија.
Према процени из 2011. у насељу је живело 630 становника. Насеље се налази на надморској висини од 213 м.

## Становништво
Према резултатима пописа становништва 2011. у општини је живело 1.722 становника.
| 1931. | 1936. | 1951. | 1961. | 1971. | 1981. | 1991. | 2001. | 2011. |
| ----- | ----- | ----- | ----- | ----- | ----- | ----- | ----- | ----- |
| 3.922 | 3.727 | 3.348 | 2.796 | 2.282 | 1.994 | 1.756 | 1.683 | 1.722 |